# Scurrula ferruginea
Scurrula ferruginea là một loài thực vật có hoa trong họ Loranthaceae. Loài này được (Jack) Danser miêu tả khoa học đầu tiên năm 1929.